# コロポックル

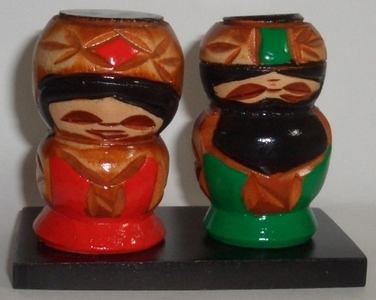
コロポックルの木彫り人形

水木しげるロードに設置されている「コロポックル」のブロンズ像。

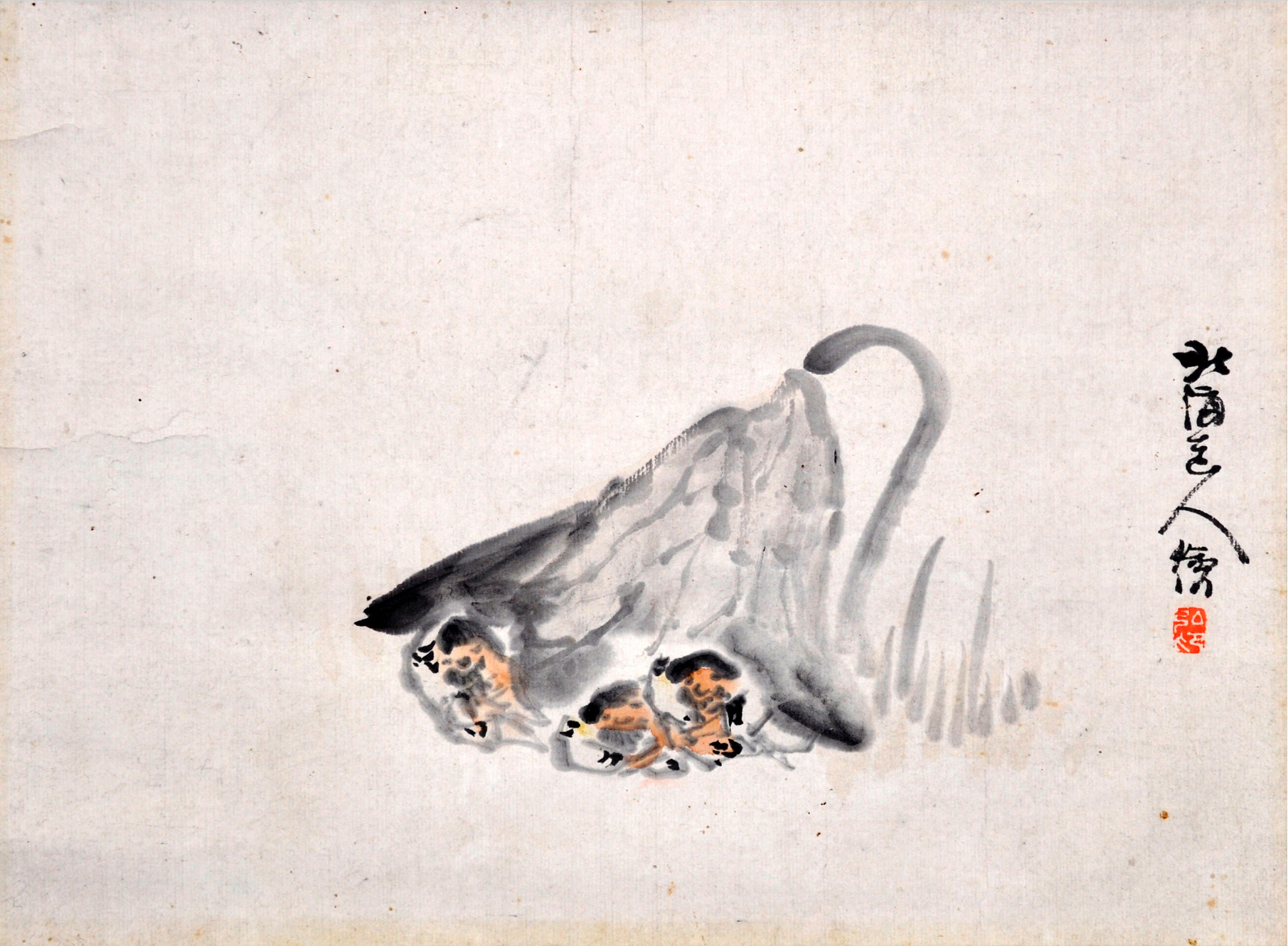
松浦武四郎作「蕗下コロポックル図」（市立函館博物館所蔵）

コロポックル（アイヌ語: コㇿポックㇽ korpokkur）は、アイヌの伝承に登場する小人である。アイヌ語で「蕗の下の人」という意味であると解される。
アイヌ語では [p] と [b] は同一の音素であり区別しないため、コロボックル（コㇿボックㇽ）とも言われる。
アイヌの小人伝説は広く北海道や南千島や樺太に流布しており、名称もこのコロポックル・コロボックルのほかに、トィチセウンクルやトィチセコッチャカムィやトンチ（これらはみな「竪穴に住む人」の意）などと呼ばれることもある。
またアイヌ人の民俗研究者である違星北斗は、「石の下の人」という意味で、クルプンウンクル（Kurupun, unkur）という発音を記録している。

## 伝説
アイヌ人の小人伝説は北海道や南千島、樺太に広く流布しており、地域によって差もあるが、大体次のようなものである。
伝説は地域によって差異があり「コロボックルは怠け者でアイヌが彼らに食べ物を与えていた」「コロボックルの手にあった刺青は捕らえたアイヌの人々が奪還を懼れて施したものであって元来からアイヌの風習である」などの変化が見られる。
十勝地方に残る伝説では、コロボックルはアイヌに迫害されたために土地を去ったといわれ、去り際にアイヌに言った呪いの言葉「トカップチ（水は枯れろ、魚は腐れの意）」が十勝の地名の由来とされる。類似の語源説が永田方正の著書『北海道蝦夷語地名解』（1891年）に見え、同書では「幽厲」（原文ママ）を意味するアイヌ語に由来し「昔時十勝アイヌノ強暴ヲ悪ミシ詞ナリト云フ」としている。しかし地名研究者の山田秀三は、十勝アイヌが誇りをもって称した地名であり悪名から生じたとは考え難く、永田の採録した説は他所のアイヌによる民間語源であろうと述べている。

## コロポックルの正体

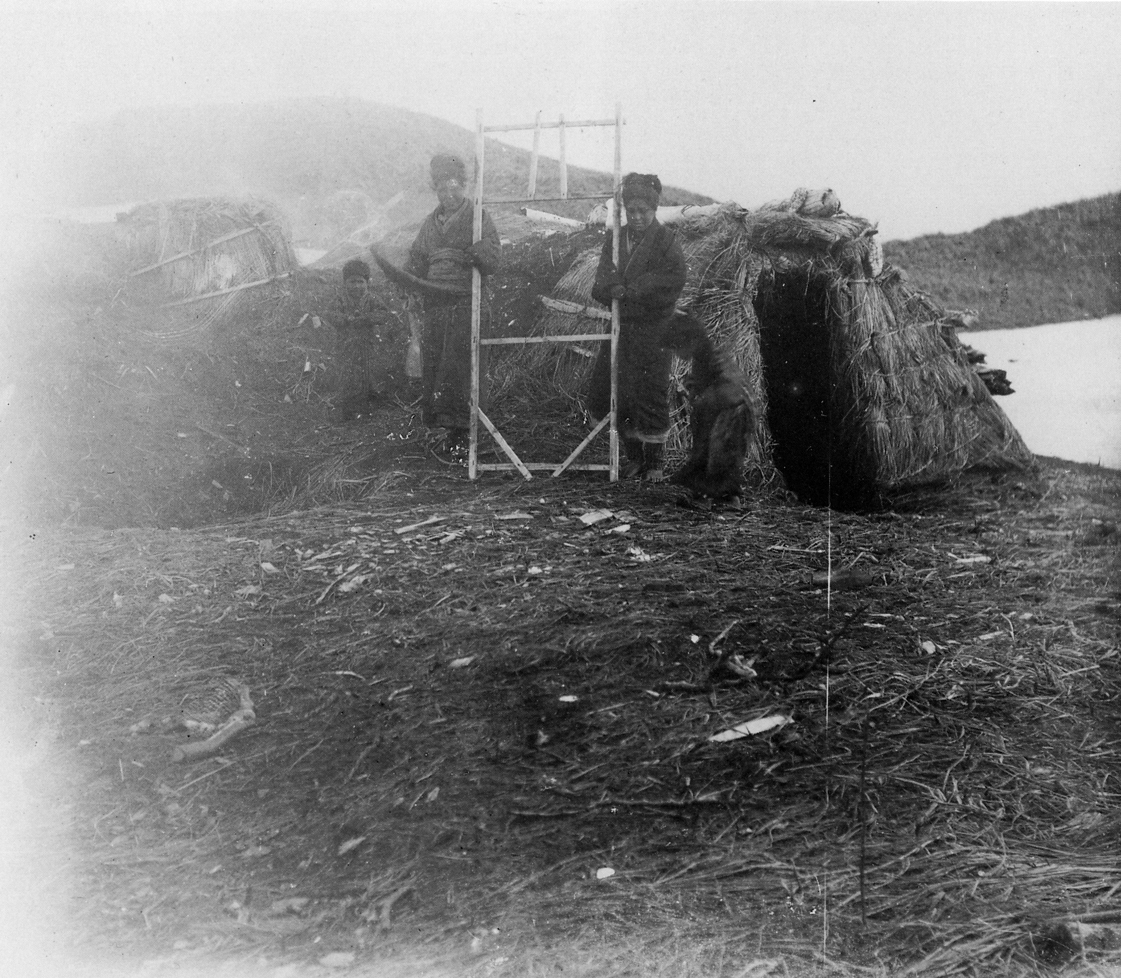
千島アイヌと竪穴建物

考古学者の瀬川拓郎は、コロポックルの特徴として語られる「交易の際、相手との接触を避ける（沈黙交易）」、「竪穴建物に住む」、「土器を製造、使用し、陶土を求めて他所の地にまで進出する」などの事例が北千島に住むアイヌの習俗と共通することに着目し、さらに北海道から樺太、南千島に広く伝わるコロポックル伝説が北千島に限っては伝承されていないことから、「コロポックルの正体は、北千島のアイヌである」との説を提唱している。
なお北千島のアイヌは、北海道アイヌや和人と大きな体格差はない。このことで千島アイヌの認識としては、次のようなことが語られている。鳥居龍蔵はパラサマレックという34、5歳の千島アイヌの世話をしていたが、北海道アイヌと身長差が大してないにもかかわらず、小人扱いされ、千島アイヌを侮蔑した物語として創ったものと認識して激怒していたという。
なお「蕗の葉の下にいる」という伝承のイメージから多くのメディア媒体では手のひら大の小人として描かれることが多いが北海道には2m以上になる品種のラワン蕗が自生しており、元々のアイヌの伝承に出てくるコロポックルの身長はアイヌより少し小柄な程度である。

## コロポックル論争
坪井正五郎は、日本の石器時代、アイヌの祖先の渡来以前の日本に先住民がいたという、モースのいわゆるプレ・アイヌ説を継承し、アイヌの祖先がその先住民を北方へ駆逐したという人種交代説を唱えた。彼はアイヌの伝承に着目し、それに現れるコロボックルは現在の大和民族ともアイヌ民族とも異なる民族で、彼らこそが日本の先住民であると主張した。
1886年、渡瀬庄三郎が『人類学会報告』創刊号にて札幌周辺に見られる竪穴建物跡とみられるものがコロボックルの手によって作られたものであり、アイヌ人の前にコロボックルがかの地に居住していた証拠であるという旨の発表を行い、それに坪井正五郎が『人類学会報告』第9号にて大筋賛成という意見の表明を行った。しかし『人類学会報告』9号にはさらに白井光太郎による匿名での坪井への反論が掲載され以降、小金井良精・浜田耕作・佐藤伝蔵・鳥居龍蔵・喜田貞吉など多くの研究家がこの議論に参加した。結局この論争は1913年、坪井がロシアのペテルスブルクで客死するまで続く。
現在は、日本に最初に到達したのは縄文人で日本人もアイヌも縄文人の系譜という説が有力視されており、コロボックル説は否定されている。
なお、2006年の第169回国会で可決された「アイヌ民族を先住民族とすることを求める決議案」は「アイヌの人々を日本列島北部周辺、とりわけ北海道における先住民である」とした決議で、過去日本列島において縄文土器を使っていた人々の子孫がアイヌ人であるという説には言及していない。

## 創作作品におけるコロポックル
小説家の宮本百合子はアイヌを題材にした『風に乗ってくるコロポックル』という短編小説を1918年に発表している。
小説家の宇野浩二はコロポックル伝承に材を取った『蕗の下の神様』という童話を1921年に発表した。
童話作家の佐藤さとるは、「コロボックル」という妖精の登場する『コロボックル物語』と題したファンタジー小説シリーズを1959年より発表。また、この作品をベースにしたアニメ『冒険コロボックル』（1973年 - 1974年）が制作されている（コミカライズ版もある。当該項目「概要」参照）。
今井鴻象は1978年に絵本『コロボックルはもういない』を発表している（久保雅勇 絵）。
パソコンまたは家庭用ゲーム機用のアドベンチャーゲームとして有名な堀井雄二の『北海道連鎖殺人 オホーツクに消ゆ』（1984年）には、この妖精の名前をもじったと思われる「コロポックリ」という炉端焼き店が登場する。
推理小説作家の西村寿行は、1987年に『コロポックルの河』を発表している。
漫画家の花輪和一は、コロポックルという名前の妖精の登場する『コロポックル』と題した作品を1990年に発表した。

## その他
カルビーのスナック菓子「じゃがポックル」の名前は、「コロポックル」に由来する。

## 注・出典
1. ↑  コㇿポㇰ ウン クㇽ（Korpok un kur＝フキの下 にいる 人／神）がより正確なアイヌ語である。コㇿポㇰを分解すると、コㇿ＝フキ、ポㇰ＝下、となる。
2. ↑  村上健司編著『妖怪事典』毎日新聞社、2000年、166頁。ISBN 978-4-620-31428-0。
3. ↑  アイヌ語地名リスト ツキサ～トヨコ P81-90 アイヌ政策推進局アイヌ政策課
4. ↑  瀬川拓郎『コロポックルとはだれか : 中世の千島列島とアイヌ伝説』新典社〈新典社新書 58〉、2012年。ISBN 9784787961587。 NCID BB09210648。全国書誌番号:22105144。
5. ↑  中薗英助 1995, p. 12.
6. ↑  中薗英助 1995, p. 70.
7. ↑  「コロボックル説」『世界大百科事典（旧版）』。コトバンクより2025年2月26日閲覧。
8. ↑  「縄文人」は独自進化したアジアの特異集団だった！ : 読売新聞
9. ↑  2008年1月18日の産経新聞では「アイヌは縄文人の血を最も直接的に引き継いでいるとみられている。」としている。朝日新聞社のasahi.com内の記事「街の記憶」では、「アイヌや沖縄の人たちは、縄文人の血を濃く受け継ぐ民族だといわれている。」とし、また同社の2007年6月9日の記事において「日本人は(中略)縄文人からの遺伝形質は北海道のアイヌを除けば薄れてきたとされている。」と報道している。
10. ↑  「コロボックル説」『旺文社日本史事典 三訂版』。コトバンクより2025年2月26日閲覧。
11. ↑  決議 第169回国会 1 アイヌ民族を先住民族とすることを求める決議案 衆議院事務局
12. ↑  風に乗ってくるコロポックル 青空文庫
13. 1 2  阿部敏夫「北海道民間説話の研究 (その9) : コロポックル伝説生成資料」『北星学園大学文学部北星論集』第49巻第1号、2014年2月28日、98–74頁、ISSN 0289-338X、CRID 1050564287423266048。
14. ↑  “コロボックルはもういない 初版 (フレーベル館): 1978｜書誌詳細｜国立国会図書館サーチ”. iss.ndl.go.jp. 2023年3月15日閲覧。
15. ↑  “「コロボックルはもういない」今井鴻象 文 久保雅勇 絵”. 2023年3月15日閲覧。
16. ↑  “じゃがポックル”. ポテトファーム.   カルビー. 2021年9月11日閲覧。